# The Present
The Present — одиннадцатый студийный альбом прогрессивной рок-группы Moody Blues, выпущенный в 1983 году. Это последний оригинальный студийный альбом группы, выпущенный на их собственном лейбле Threshold Records.
Альбом дал три небольших хитовых сингла в США : "Blue World" (#62), "Siding at the Wheel" (#27) и "Running Water".
| Оценки критиков | Оценки критиков |
| Источник        | Оценка          |
| --------------- | --------------- |
| AllMusic        | [ 1 ]           |
| Rolling Stone   | [ 2 ]           |

## Список композиций

#### Сторона А
1. "Blue World" (Джастин Хейворд) – 5:20 (ведущий вокал: Хейворд)
2. "Meet Me Halfway" (Хейворд, Джон Лодж) – 4:08 (ведущий вокал: Хейворд, Лодж)
3. "Sitting at the Wheel" (Лодж) – 5:40 (ведущий вокал: Лодж)
4. "Going Nowhere" (Грэм Эдж) – 5:33 (ведущий вокал: Томас)

#### Сторона Б
1. "Hole in the World" (Лодж) – 1:54
2. "Under My Feet" (Лодж) – 4:51 (ведущий вокал: Лодж)
3. "It's Cold Outside of Your Heart" (Хейворд) – 4:27 (ведущий вокал: Хейворд)
4. "Running Water" (Хейворд) – 3:23 (ведущий вокал: Хейворд)
5. "I Am" (Рэй Томас) – 1:40 (ведущий вокал: Томас)
6. "Sorry" (Томас) – 5:02 (ведущий вокал: Томас)

## Участники записи
- Джастин Хейворд — вокал, гитары
- Джон Лодж — вокал, бас-гитара
- Рэй Томас — вокал, флейта, губная гармошка
- Грэм Эдж — ударные
- Патрик Мораз — клавишные